# Fiomorfs
Els fiomorfs (Phiomorpha) són un parvordre de rosegadors, compost de diferents famílies vivents i extintes originàries únicament o principalment d'Àfrica. Juntament amb els anomaluromorfs i possiblement els zegdoúmids, representen una de les poques colonitzacions primerenques d'Àfrica per part dels rosegadors.